# Žene (roman)
Žene (eng. Women) polubiografsko-dramski je roman s elementima erotike Charlesa Bukowskog iz 1978. godine. Radnja se zasniva na autorovu vlastitom iskustvu iz ljubavnog života punog afera s različitim ženama, među kojima se našla mentalno nestabilna Lydia (u stvarnosti Linda King). Takav život vodio je sve dok nije upoznao svoju životnu družicu Saru (u stvarnosti Linda Lee Beighle). U romanu se također pojavljuje književnikov alter ego kojemu je ime Hank Chinaski. 
Jedna od žena koje je opisao u romanu poslije je pod pseudonimom Amber O'Neil izdala knjigu Blowing My Hero u kojoj je opisala njihovu aferu, iz osvete što ju je stavio u priču, kao što neki misle.

## Radnja
Los Angeles. Henry 'Hank' Chinaski navršio je 50. godinu života, četiri godine nije spavao ni s jednom ženom, ima šestogodišnju kćer i plaća za njeno uzdržavanje svojoj bivšoj nakon što su se razišli. Međutim, sve se mijenja nakon što je polako počeo stjecati slavu kao pjesnik i autor. Sreo je Lydiu Vance, s kojom je imao buran odnos, na prvom pjesničkom recitalu u knjižari Drawbridge. Imala je dvoje djece i pokušava postati samostalna književnica, ali se otkriva da nije sasvim mentalno stabilna i da ima izljeve bijesa, a to se pogotovo saznaje nakon što joj je rekao da ima ljubavnicu. U jednom takvom izljevu gnjeva, Lydia je uzela iz njegovog stana pisaći stroj, sve knjige i slike te ih počela derati, nakon čega ju je počeo izbjegavati što je više mogao. 
Chinaski odjednom počinje dobivati poštu i razne telefonske pozive od obožavateljica koje mu se katkad otvoreno upucavaju što on prihvaća te ih poziva u svoj stan na seks. Jedan su primjer dvije njemačke turistice koje su stigle do njegovog stana jednog dana kako bi ga vidjele, što je završilo sa seksom jedne od njih. Sreo je i riđokosu djevojku iz Teksasa koju je nazvao Katherine Hepburn, Lizu, vlasnicu plesnog studija iz San Francisca, a usljedile su Joanne Dover, Mercedes, Cassie, Debra, konobarica Iris iz Vancouvera, daktilografkinja Valencia i 18-godišnja Tanya. Bilo je i neobičnih susreta: jednom ga je na telefon nazvala strankinja Tammie (23) i rekla da njena prijateljica Arlene (33) ima rođendan te je njegova velika obožavateljica te da bi htjele doći u njegov stan, no jednom kod njega su rekle da će ga to "koštati 100 dolara po guzici", nakon čega je odustao pa su otišle. Ipak, ostao je u kontaktu s Tammie te ju čak jednom poveo u New York kada je pozvan na jedno čitanje i pomogao joj naći stan. Kada je umro njegov prijatelj Bill, tješio je njegovu suprugu Ceciliu, ali je odbio spavati s njom kada je ona to jedne noći htjela. Naposljetku je na jednom recitalu sreo Saru, koja je radila u restoranu zdrave hrane i koja mu je dala svoj broj. Našli su se u njenom restoranu i ona mu je pripremila sendvič, ali nije htjela imati seks jer je bila pristaša Meher Babe. Ipak, na kraju je posustala i ipak spavala s Chinaskim. Sara je na kraju postala njegova životna družica.

## Vanjske poveznice
- Citati iz romana
- Recenzija romana